# Toru Kitajima
Toru Kitajima (北嶋徹, Kitajima Tōru, né le 23 décembre 1982 à Machida, Tokyo), connu sous le nom de TK, musicien compositeur japonais. Il est devenu célèbre en tant que chanteur, guitariste et compositeur du groupe de rock Ling Tosite Sigure, formé en 2002. En 2012, il sort son premier album solo, Flowering.

## Biographie
TK lance sa carrière solo en 2011 avec un DVD en édition limitée, Film A Moment. Le pack comprend un album de photos et le film réalisé sur une pellicule de 8mm, fonctionnant ainsi comme clip vidéo pour les trois pistes du DVD dont Film A Moment du même nom que le titre.
Son premier album, Flowering, est sorti le 27 juin 2012 et comprend des versions alternatives de Film A Moment et White Silence, deux pistes présentes au départ sur le DVD, ainsi que sept nouvelles chansons. L'album comprend également une musique supplémentaire, cachée : Sound_am326.
Le second album, Contrast, sort le 5 mars 2014 et contient notamment des extraits de la performance en live du festival japonais de rock de 2013 aux côtés d'une vidéo bonus filmée à Berlin pour la chanson Tokio (en édition limitée uniquement). L'album contient également revisite de la chanson Illusion is Mine du groupe Ling Tosite Sigure dont il fait partie .
La même année le 27 août, TK sort sont troisième album, Fantastic Magic, qui contient le single Unravel qui a servi d'opening pour l'anime Tokyo Ghoul. Le single reprend une illustration inspirée de l'anime et contient dix pistes dont sept nouvelles avec une en collaboration avec la chanteuse Chara, une version retravaillée de Dramatic Slow Motion. Certaines musiques de l'album possèdent également en version acoustique ,. Il existe une autre version de l'album avec une illustration provenant du DVD Killing Yourself.
Début 2016, Kitajima sort un second mini-album Secret Sensation, il reprend notamment une version live de White Silence. L'édition limitée contient deux clips vidéo pour "Secret Sensation" la chanson du même nom que l'album et pour Like The is Tomorrow.
TK sort également le single Signal, produit pour l'anime 91 Days. Il existe deux versions du single, l'une avec une illustration inspirée de 91 Days, l'autre avec une image plus standardisée correspondant à l'album. Les deux versions contiennent une version revisitée de Shandy, un titre du groupe Ling Tosite Sigure présent dans l'album Still a Sigure Virgin?; et une version acoustique de Unravel.
L'album White Noise sort en novembre 2016 et comporte six pistes : une revisite de Like There is Tomorrow, les singles Signal et Secret Sensation, une version studio de Jewel of Sin. L'édition limitée comporte un DVD comprenant le live de la tournée Secret Sensation . En 2017, TK collabore avec Masayuki Nakano de l'ancien groupe de  musique électronique, Boom Boom Satellites .
Le 21 novembre 2018, TK sort le singleKatharsis, accompagné de sa version instrumentale, ainsi que Memento, un nouveau titre. Katharasis est l'opening de la deuxième saison de l'anime Tokyo Ghoul:re. C'est le 10 décembre 2018 que TK a été annoncé comme l'artiste qui interprèterait la musique P.S. Red I pour la version japonaise du film d'animation, Spider-Man: Into the Spider-Verse, qui est sorti le 8 mars 2019.
Le 15 avril 2020, TK sort son quatrième album, Sainou (彩脳) et le single Yesworld le 14 avril 2021.
Le 5 août 2021, TK sort son premier teaser pour l'album compilation egomaniac feedback qui sortira le 13 octobre 2021.
TK continue sa carrière solo en collaborant avec Koshi Inaba of B'z début 2022 et sortent le single As Long as I Love/Scratch le 26 mars 2022.
Le 23 décembre 2022, jour de son anniversaire, TK sort son tube First Death en live qui sera plus tard accompagné d'un clip vidéo.

## Discographie

### Albums
| Titre           | Informations                                                                                    | Position |
| Titre           | Informations                                                                                    | JPN      |
| --------------- | ----------------------------------------------------------------------------------------------- | -------- |
| flowering       | - Sortie : 27 juin 2012 - Label : Sony Music - Formats : CD, CD+DVD, streaming                  | 14       |
| Fantastic Magic | - Sortie : 27 août 2014 - Label : Sony Music - Formats : CD, CD+DVD, streaming                  | 12       |
| white noise     | - Sortie : 28 septembre 2016 - Label : Sony Music - Formats : CD, CD+DVD, CD+Blu-ray, streaming | 14       |
| Sainou (彩脳)   | - Sortie : 15 avril 2020 - Label : Sony Music - Formats : CD                                    | 7        |
| Whose Blue      | - Sortie : 16 avril 2025 - Label : Sony Music - Formats : CD, CD+DVD, CD+Blu-ray, streaming     |          |

### Compilations
| Titre              | Informations                                    | Position |
| Titre              | Informations                                    | JPN      |
| ------------------ | ----------------------------------------------- | -------- |
| egomaniac feedback | - Sortie : 13 octobre 2021 - Label : Sony Music | 19       |

| Titre            | Informations                                                                    | Position |
| Titre            | Informations                                                                    | JPN      |
| ---------------- | ------------------------------------------------------------------------------- | -------- |
| contrast         | - Sortie : 5 mars 2014 - Label : Sony Music - Formats : CD, CD+DVD, streaming   | 10       |
| Secret Sensation | - Sortie : 2 mars 2016 - Label : Sony Music - Formats : CD, CD+DVD, streaming   | 11       |
| yesworld         | - Sortie : 14 avril 2021 - Label : Sony Music - Formats : CD, CD+DVD, streaming | 13       |

| Titre                                            | Année de sortie | Position   | Position      | Informations                                                               | Ventes                                   | Certifications              | Album              |  |
| Titre                                            | Année de sortie | JPN Oricon | JPN Billboard | Informations                                                               |                                          | Certifications              | Album              |  |
| ------------------------------------------------ | --------------- | ---------- | ------------- | -------------------------------------------------------------------------- | ---------------------------------------- | --------------------------- | ------------------ |  |
| "Film a Moment"                                  | 2011            | —          | —             |                                                                            |                                          |                             | Flowering          |  |
| Unravel                                          | 2014            | 9          | 6             | Opening de l'anime Tokyo Ghoul.                                            | - JPN: 10,112+ (CD) - JPN: 250,000+ (DL) | - RIAJ (download): Platinum | Fantastic Magic    |  |
| "Signal"                                         | 2016            | 18         | 28            | Opening de l'anime 91 Days.                                                |                                          |                             | White Noise        |  |
| "Katharsis"                                      | 2018            | 21         | 33            | Opening de l'anime Tokyo Ghoul: re Season 2.                               | JPN: 4,539 (CD)                          |                             | Sainou (彩脳)      |  |
| "Melt"                                           | 2019            | —          | —             | Sortie digitale. En collaboration avec la chanteuse Yorushika.             |                                          |                             | Sainou (彩脳)      |  |
| "P.S. Red I"                                     | 2019            | 25         | 90            | Thème pour la version japonaise de Spider-Man: Into the Spider-Verse.      | JPN: 3,235 (CD)                          |                             | Sainou (彩脳)      |  |
| "Chō no Tobu Suisō" (蝶の飛ぶ水槽)               | 2020            | 33         | —             | Opening de l'anime Pet.                                                    | JPN: 2,924 (CD)                          |                             | Sainou (彩脳)      |  |
| "Will-ill"                                       | 2021            | 33         | —             | Tube pour l'annivairsaire de l'anime Code Geass: Lelouch of the Rebellion. |                                          |                             | Egomaniac Feedback |  |
| "As long as I love / Scratch" (with Koshi Inaba) | 2022            | 6          | —             | Thème pour le trailler du jeu de carte Magic: The Gathering.               |                                          |                             | Pas dans un album  |  |
| "First Death"                                    | 2022            | 24         | —             | Ending de l'anime Chainsaw Man.                                            |                                          |                             | Pas dans un album  |  |
| "Tagatame" (誰我為; "For Someone's Sake")        | 2024            | 24         | —             | Opening de l'anime My Hero Academia.                                       |                                          |                             | Pas dans un album  |  |

| Titre                                       | Role(s)                                                                      | Album                                        | Album Artiste           | Année |
| ------------------------------------------- | ---------------------------------------------------------------------------- | -------------------------------------------- | ----------------------- | ----- |
| "Mode Inversion"                            | Guitariste                                                                   | Code                                         | Acid Android            | 2010  |
| "Switch" (TK Remix)                         | Mixeur                                                                       | Alcove/#1                                    | Acid Android            | 2011  |
| "Nano" (TK Kaleidoscope Remix)              | Mixeur, guitariste                                                           | Since 2                                      | Spangle call Lilli line | 2013  |
| "Tenohira no Sekai" (掌の世界)              | Compositeur, producteur                                                      | Joy!!                                        | SMAP                    | 2013  |
| "Miruiro no Hoshi" (みるいろの星)           | Arrangeur                                                                    | Panorama                                     | Asaco Nasu              | 2014  |
| "Dramatic Starlight"                        | Compositeur, producteur                                                      | Mr. S                                        | SMAP                    | 2014  |
| "Zephyr" (TK Remix)                         | Mixeur, arrangeur, guitariste                                                | Immortalis                                   | Sukekiyo                | 2015  |
| "Us"                                        | Compositeur, arrangeur, producteur, enregistreur, guitariste                 | Daydream                                     | Aimer                   | 2016  |
| "Kowairo" (声色)                            | Compositeur, arrangeur, producteur, enregistreur, guitariste, masteurisation | Daydream                                     | Aimer                   | 2016  |
| "Last Eye"                                  | Compositeur, producteur                                                      | Itadakimono                                  | Yuko Ando               | 2016  |
| "Draw (A) Drow"                             | Compositeur, arrangeur, guitariste                                           | Draw (A) Drow                                | Seiko Omori             | 2017  |
| "Stand By You"                              | Compositeur, arrangeur, producteur, enregistreur, ingénieur, guitariste      | Penny Rain                                   | Aimer                   | 2019  |
| "image _____"                               | Producteur                                                                   | image_____                                   | MEMAI SIREN             | 2020  |
| "Hikari no Akuma" (光の悪魔)                | Compositeur, arrangeur                                                       | Gin no Yuri/Banzai RIZING!!!/Hikari no Akuma | εpsilonΦ                | 2020  |
| "Red:birthmark"                             | Compositeur, arrangeur, producteur                                           | Non-album single                             | Aina the End            | 2023  |
| "six feet under"                            | Compositeur, arrangeur, producteur, guitariste                               | Non-album single                             | Mori Calliope           | 2023  |
| "Zez Zez Zez Zettai Seiki" (絶絶絶絶対聖域) | Compositeur, arrangeur, producteur, guitariste                               | Non-album single                             | ano feat. Ikuta Rira    | 2024  |
| "request"                                   | Compositeur, arrrangeur, producteur                                          | request                                      | krage                   | 2024  |
| "Love Sick"                                 | Compositeur, arrrangeur, producteur                                          | Non-album single                             | Aina the End            | 2024  |

## Récompenses et nominations
| Année | Récompense           | Catégorie      | Titre                              | Résultat   |
| ----- | -------------------- | -------------- | ---------------------------------- | ---------- |
| 2015  | Newtype Anime Awards | Meilleur thème | "Unravel" (de l'anime Tokyo Ghoul) | 9ème place |